# Donat Makijonek
Donat Makijonek (ur. 16 maja 1891, zm. 18 czerwca 1941 w KL Auschwitz) – major pilot Wojska Polskiego, kawaler Orderu Virtuti Militari, as myśliwski Imperium Rosyjskiego.

## Życiorys
Donat Makijonek służył w Armii Imperium Rosyjskiego, początkowo w 97 Liwiandzkim pułku piechoty. Po przeszkoleniu w szkole mechaników otrzymał przydział w kwietniu 1912 r. do 3 Korpuśniego Awia Otriadu. W czerwcu 1912 r. rozpoczął naukę w Sewastopolskiej Szkole Lotniczej, którą ukończył 7 marca 1914 r. i powrócił do 3 Korpuśnego Aviaotriadu. Następnie ukończył kurs pilota myśliwskiego w Odessie i otrzymał przydział do 7 eskadry myśliwskiej (7 IO (istrebitielnyj aviaotriad - 7-й истребительный авиаотряд). Pierwsze zwycięstwo powietrzne odniósł 7 maja 1917 roku. 17 kwietnia 1917 roku razem z Jurijem Gilszerem i Wasylem Janczenką zestrzelił dwa austriackie samoloty Hansa-Brandenburg C.I. Po odniesieniu 8 potwierdzonych oraz jednego prawdopodobnego zwycięstwa w sierpniu 1917 roku został ciężko ranny. Do służby czynnej w armii rosyjskiej już nie powrócił. Dostał się do 1 Polskiego Oddziału Awiacyjno-Bojowego, po jego rozwiązaniu 11 maja 1918 r. trafił do niewoli niemieckiej. Uciekł z niewoli, jednak 28 czerwca 1918 w Niżnym Nowogrodzie został aresztowany przez bolszewików i osadzony w więzieniu Butyrki. Uciekł z więziennego szpitala w październiku.
W listopadzie dotarł do Polski i rozpoczął służbę w nowo powstałym lotnictwie polskim. Przeszedł kurs pilotażu, podczas którego w dn. 21 listopada 1918 r. miał wypadek na samolocie LVG C.V. 20 stycznia 1919 r. skierowano go najbardziej zasłużonej w okresie walki o granice Rzeczypospolitej eskadry lotniczej – 3 eskadry wywiadowczej. Najpierw pod dowództwem Juliana Słoniewskiego, a od czerwca 1919 roku jako jej dowódca. 6 lutego 1919 Naczelny Wódz mianował go z dniem 1 grudnia 1918 pilotem. 5 września 1919 r. otrzymał zakaz latania bojowego z powodów zdrowotnych. Z krótką przerwą w 1920 roku piastował stanowisko dowódcy do września 1921 roku. 9 września 1920 roku został zatwierdzony z dniem 1 kwietnia 1920 roku w stopniu kapitana, w Korpusie Wojsk Lotniczych, w grupie oficerów byłych Korpusów Wschodnich i byłej armii rosyjskiej.
Od 1923 r. pełnił funkcję zastępcy dowódcy, a następnie dowódcy I dywizjonu lotniczego. 1 grudnia 1924 roku został mianowany majorem ze starszeństwem z 15 sierpnia 1924 roku i 2. lokatą w korpusie oficerów aeronautycznych. W styczniu 1925 został przydzielony z 1 pułku lotniczego do Szkoły Pilotów w Bydgoszczy na stanowisko komendanta parku. W marcu tego roku został przesunięty na stanowisko dowódcy 3 eskadry, a w następnym roku ponownie na stanowisko komendanta parku. W październiku 1926 został przeniesiony do kadry oficerów lotnictwa z pozostawieniem na dotychczasowym stanowisku w szkole. Następnie pełnił służbę w Centralnej Szkole Podoficerów Pilotów Lotnictwa w Bydgoszczy. Z dniem 31 grudnia 1928 został przeniesiony w stan spoczynku. W 1934 roku, jako oficer stanu spoczynku pozostawał w ewidencji Powiatowej Komendy Uzupełnień Bydgoszcz Miasto. Posiadał przydział do Oficerskiej Kadry Okręgowej Nr VIII. Był wówczas „w dyspozycji dowódcy Okręgu Korpusu Nr VIII”.
W 1940 r. został aresztowany przez Niemców i osadzony w więzieniu na Zamku Lubelskim. Od 24 maja 1941 był więziony w obozie koncentracyjnym Auschwitz, gdzie otrzymał numer obozowy 16301. Zginął podczas pobytu w obozie.

## Ordery i odznaczenia
- Krzyż Srebrny Orderu Wojskowego Virtuti Militari nr 8079 – 27 lipca 1922[15]
- Krzyż Walecznych – trzykrotnie[16] (po raz drugi w 1921[17])
- Polowa Odznaka Pilota nr 14 60 – 11 listopada 1928 roku „za loty bojowe nad nieprzyjacielem w czasie wojny 1918-1920”[18]
- Medal międzysojuszniczy „Médaille Interalliée” – 12 grudnia 1921[19]
- Krzyż Świętego Jerzego (Imperium Rosyjskie)
- Order Świętego Jerzego IV klasy (Imperium Rosyjskie)
- Order Świętego Włodzimierza IV klasy (Imperium Rosyjskie)
- Order Świętej Anny III i IV klasy (Imperium Rosyjskie)
- Order Świętego Stanisława II i III klasy (Imperium Rosyjskie)

Jesienią 1919 roku pierwszych sześciu lotników polskich otrzymało prawo do dożywotniego noszenia Odznaki Pilota i Obserwatora za wybitne zasługi dla polskiego lotnictwa; byli to:
- Gustaw Macewicz, Stefan Bastyr, Donat Makijonek, Stefan Stec, Jerzy Borejsza, Franciszek Peter.